# Cikcak lemma
Cikcak lemma v matematice, zvláště v homologické algebře, postuluje existenci určité dlouhé exaktní posloupnosti v grupách homologií určitých řetězcových komplexů. Výsledek platí v každé Abelova kategorie.

## Tvrzení
V abelovské kategorii (např. v kategorii abelovských grup nebo v kategorii vektorových prostorů nad daným tělesem), nechť {\displaystyle ({\mathcal {A}},\partial _{\bullet }),({\mathcal {B}},\partial _{\bullet }')} a {\displaystyle ({\mathcal {C}},\partial _{\bullet }'')} jsou řetězcové komplexy, které vyhovují následující krátké exaktní posloupnosti: 
{\displaystyle 0\longrightarrow {\mathcal {A}}\mathrel {\stackrel {\alpha }{\longrightarrow }} {\mathcal {B}}\mathrel {\stackrel {\beta }{\longrightarrow }} {\mathcal {C}}\longrightarrow 0}
Tato posloupnost je zkratkou následujícího komutativního diagramu: 
kde řádky jsou exaktní posloupnosti a každý sloupec je řetězcový komplex. 
Cikcak lemma říká, že existuje kolekce hraničních zobrazení
{\displaystyle \delta _{n}:H_{n}({\mathcal {C}})\longrightarrow H_{n-1}({\mathcal {A}}),}
díky níž je následující posloupnost exaktní:
Zobrazení {\displaystyle \alpha _{*}^{}} a {\displaystyle \beta _{*}^{}} jsou obvyklá zobrazení indukovaná homologií. Hraniční zobrazení {\displaystyle \delta _{n}^{}} jsou vysvětlený níže. Jméno lemmatu vychází z „cikcak“ chování zobrazení v posloupnosti. Jiná verze cikcak lemmatu je známa jako „hadí lemma“ (ta vytahuje podstatu důkazu cikcak lemmatu uvedeného níže).

## Konstrukce hraničních zobrazení
Zobrazení {\displaystyle \delta _{n}^{}} jsou definovány pomocí standardních argumentů diagramatického nahánění. Nechť {\displaystyle c\in C_{n}} reprezentuje třída v {\displaystyle H_{n}({\mathcal {C}})}, tak {\displaystyle \partial _{n}''(c)=0}. Z exaktnosti řádku vyplývá, že {\displaystyle \beta _{n}^{}} je surjektivní, takže musí existovat nějaké {\displaystyle b\in B_{n}} s {\displaystyle \beta _{n}^{}(b)=c}. Díky komutativitě digramu
{\displaystyle \beta _{n-1}\partial _{n}'(b)=\partial _{n}''\beta _{n}(b)=\partial _{n}''(c)=0.}
z exaktnosti
{\displaystyle \partial _{n}'(b)\in \ker \beta _{n-1}=\mathrm {im} \;\alpha _{n-1}.}
Díky tomu, protože {\displaystyle \alpha _{n-1}^{}} je injektivní, existuje jediný prvek {\displaystyle a\in A_{n-1}} takový, že {\displaystyle \alpha _{n-1}(a)=\partial _{n}'(b)}. To je cyklus, protože {\displaystyle \alpha _{n-2}^{}} je injektivní a
{\displaystyle \alpha _{n-2}\partial _{n-1}(a)=\partial _{n-1}'\alpha _{n-1}(a)=\partial _{n-1}'\partial _{n}'(b)=0,}
protože {\displaystyle \partial ^{2}=0}. Tj. {\displaystyle \partial _{n-1}(a)\in \ker \alpha _{n-2}=\{0\}}. To znamená, že {\displaystyle a} je cyklus, který reprezentuje nějakou třídu v {\displaystyle H_{n-1}({\mathcal {A}})}. Nyní můžeme definovat
{\displaystyle \delta _{}^{}[c]=[a].}
Jsou-li definována hraniční zobrazení, můžeme ukázat, že jsou dobře definovaná (tj. nezávislá na volbě c a b). Důkaz používá podobné argumenty při diagramatickém nahánění jako výše. Tyto argumenty se také používají, pro důkaz, že posloupnost v homologii je exaktní na každé grupě.